# Niederschlesische Verkehrsgesellschaft

Logo der NVG bis 2015

Die Niederschlesische Verkehrsgesellschaft mbH (NVG) betrieb als Subunternehmen der Regionalbus Oberlausitz GmbH (RBO) bis Ende 2017 den Regionalbusverkehr auf dem Gebiet des ehemaligen Niederschlesischen Oberlausitzkreises im Landkreis Görlitz. Der Sitz der Gesellschaft befindet sich in Weißwasser.

## Allgemeines
Die NVG gehört zu 85 % der Transdev GmbH und zu 15 % dem Landkreis Görlitz. Neben dem Betriebsteil Weißwasser bestand ein weiterer Betriebsteil in Görlitz. Einige Linien verkehrten bis in die Landkreise Spree-Neiße und Bautzen. Außerdem wurde eine grenzüberschreitende Buslinie von Görlitz nach Zgorzelec in Polen befahren.
Auf allen Linien galten die Tarife des Zweckverbands Verkehrsverbund Oberlausitz-Niederschlesien (ZVON). Auf der Linie 259 fand auf dem Teilstück zwischen Neustadt (Spree) und Hoyerswerda bzw. Schwarze Pumpe zusätzlich der VVO-Tarif Anwendung.

## Geschichte
Im Jahr 1962 wurde die Personenbeförderung durch den VEB Kraftverkehr Bautzen mit einer Außenstelle in Görlitz bewerkstelligt. Im darauffolgenden Jahr kam es zur Ausgliederung der Außenstelle in Görlitz aus dem VEB Kraftverkehr Bautzen und der Vereinigung mit dem seit 1957 bestehenden VEB Güterkraftverkehr und der Spedition Görlitz. Später erfolgte die Umbenennung des Betriebs in VEB Kraftverkehr Görlitz. 1971 wurde der VEB Kraftverkehr Görlitz ein Kombinatsbetrieb im neugebildeten VEB Kraftverkehrskombinat Dresden. Von 1982 bis 1990 gehörte auch die Görlitzer Straßenbahn zum Kraftverkehr Görlitz. Nach 1990 erfolgte die Umwandlung in die Görlitztransport GmbH, am 1. April 1992 erfolgte die Ausgliederung des ÖPNV aus der Görlitztransport GmbH und die Gründung der Verkehrsgesellschaft Görlitz-Niesky mbH (VGN). Ab 1992 wurden auch die Fahrzeuge stetig erneuert, so dass nur drei Jahre später der letzte Ikarus-Bus aus dem Betrieb ausschied.
Aufgrund der Kreisreform 1994/1996 kam es zur Bildung des Niederschlesischen Oberlausitzkreises. Dieser hielt nun 100 % an der Verkehrsgesellschaft Görlitz-Niesky (VGN) und etwa 30 % an der Verkehrsgesellschaft Spree-Elster (VSE), der nachmaligen Verkehrsgesellschaft Schwarze Elster (heute Verkehrsgesellschaft Hoyerswerda). Im Jahr 1995 beschloss der Kreistag des Niederschlesischen Oberlausitzkreises den Aufbau eines eigenen Verkehrsunternehmens. Daraus resultierte die Abspaltung der Zweigniederlassung Weißwasser der VSE und die Eingliederung in die VGN zum Jahr 1996. Im Mai 1996 wurde der Vorgang beendet und die Niederschlesische Verkehrsgesellschaft mbH gegründet. Auch später konnte man am unterschiedlichen Aussehen der Haltestellenbeschilderung noch die Zugehörigkeiten des Bediengebietes zur VSE oder VGN erkennen. 2001 erfolgte die Inbetriebnahme des neuen Görlitzer Betriebshofes an der Nikolaus-Otto-Straße. Im Jahr 2005 übernahm nach einer europaweiten Ausschreibung Connex, später Veolia Verkehr, heute Transdev GmbH, 85 % der Geschäftsanteile.
Durch den stetigen Bevölkerungsrückgang wurden in den 1990er Jahren zahlreiche Buslinien eingestellt oder der Linienweg verändert. So verkehrte ab 2004 nur noch eine der ehemaligen drei Stadtbuslinien in Weißwasser.
Anfang 2012 wurden die Linien der NVG durch den Landkreis Görlitz EU-weit ausgeschrieben. Die Linien der NVG gewann die Regionalbus Oberlausitz, die seit dem 1. Januar 2013 die Bedienung des Liniennetzes im nördlichen Teil des Landkreises Görlitz übernahm. Die NVG war nun als Subunternehmen für die Regionalbus Oberlausitz mit nur noch etwa der Hälfte der Mitarbeiter tätig. Der auf fünf Jahre geschlossene Subunternehmervertrag lief am 31. Dezember 2017 aus. Eine Verlängerung kam nicht zustande, der Busbetrieb wurde eingestellt. Die bisherigen Fahrten der NVG wurden zur Hälfte von der Kraftverkehrsgesellschaft Dreiländereck übernommen. Die restlichen Fahrten führen seit Januar 2018 teilweise Regionalbus Oberlausitz selbst sowie andere Subunternehmen durch.

## Ehemaliges Liniennetz (Stand 2012)

### StadtverkehrWeißwasser
| Linie | Fahrstrecke                                                                                |
| ----- | ------------------------------------------------------------------------------------------ |
| 22    | Weißwasser Busbahnhof – Humboldtstraße – Juri-Gagarin-Straße – Humboldtstraße – Busbahnhof |

### Schülerverkehr
| Linie | Fahrstrecke                                         |
| ----- | --------------------------------------------------- |
| S 98  | Friedersdorf – Gersdorf – Markersdorf               |
| 8029  | Weißwasser Nordweg – Friedenseiche – 6. Grundschule |

### Regionalbus-Linien
| Linie | Fahrstrecke                                             |
| ----- | ------------------------------------------------------- |
| 105   | Niesky – Mücka – Uhyst (Spree)                          |
| 130   | Görlitz – Reichenbach (OL) – Löbau                      |
| 131   | Niesky – Horka – Steinbach                              |
| 132   | Rothenburg – Horka – Torga                              |
| 133   | Niesky – Reichenbach (OL)                               |
| 134   | Niesky – Rietschen – Rothenburg                         |
| 135   | Niesky – Weißenberg – Reichenbach (OL)                  |
| 136   | Görlitz – Schöpstal – Kodersdorf                        |
| 137   | Görlitz – Markersdorf – Deutsch Paulsdorf               |
| 138   | Görlitz – Kodersdorf – Horka – Niesky                   |
| 139   | Görlitz – Zodel – Rothenburg – Steinbach                |
| 140   | Weißwasser – Krauschwitz – Görlitz                      |
| 141   | Niesky – Steinölsa – Weigersdorf                        |
| 142   | Görlitz – Wiesa – Niesky                                |
| 143   | Görlitz – Biehain – Horka                               |
| 145   | Görlitz – Königshain – Weißenberg                       |
| 146   | Görlitz – Pfaffendorf – Friedersdorf                    |
| 250   | Weißwasser – Bad Muskau – Döbern                        |
| 252   | Bad Muskau – Krauschwitz – Haide                        |
| 253   | Weißwasser – Krauschwitz – Klein Priebus                |
| 254   | Reichwalde – Rietschen – Daubitz                        |
| 255   | Weißwasser – Reichwalde – Mücka                         |
| 256   | Weißwasser – Boxberg – Uhyst (Spree)                    |
| 257   | Weißwasser – Gablenz – Kromlau                          |
| 259   | Weißwasser – Burgneudorf – Hoyerswerda / Schwarze Pumpe |
| 260   | Weißwasser – Kraftwerk Boxberg                          |
| 262   | Weißwasser – Rietschen – Niesky                         |
| 264   | Weißwasser – Schleife – Mühlrose                        |
| 265   | Weißwasser – Schleife – Trebendorf – Mühlrose           |
| 271   | Bad Muskau – Gablenz – Kromlau                          |